# Burg Châlus-Chabrol
Die Burg Châlus-Chabrol (französisch Château de Châlus-Chabrol) ist die Ruine einer mittelalterlichen Höhenburg in Frankreich, die sich auf dem Berg Châlus über der gleichnamigen Ortschaft im Département Haute-Vienne in der Region Nouvelle-Aquitaine erhebt. Bekannt ist die Burg wegen ihrer Belagerung durch Richard Löwenherz im Jahr 1199, der dabei tödlich verwundet wurde.
Als Monument historique eingestuft, ist die Burg seit März 1981 denkmalgeschützt.

## Geschichte und Namensherkunft
Die Burg Châlus wurde im 11. Jahrhundert von den Vizegrafen von Limoges als Grenzbefestigung zur benachbarten Grafschaft Périgord erbaut. Die Vizegrafen waren traditionell darauf bedacht, gegenüber ihren Lehnsherren, den Herzögen von Aquitanien, ihre Autonomie zu wahren, was häufig in militärische Auseinandersetzungen mündete. So auch Vizegraf Adémar V., der mehrmals gegen Richard Löwenherz, den damaligen Herzog von Aquitanien, rebellierte. Löwenherz belagerte schließlich 1199 die vizegräfliche Burg und wurde dabei am 25. März von einem Pfeil oder einem Armbrustbolzen, der von dem Schützen Pierre Basile abgefeuert wurde, schwer verwundet. An der Wunde starb er wenige Tage darauf.
Der französische Chronist Rigord schrieb wenige Jahre später in seiner Gesta Philippi Augusti, dass Richard Löwenherz bei der Belagerung des castrum lucii de capreolo die tödliche Wunde empfangen habe. Dazu schrieb er weiter, dass Löwenherz auch nur deshalb diese Burg belagerte, weil ein Ritter des Vizegrafen von Limoges zuvor einen großen Goldschatz entdeckt und ihn in jener Burg versteckt habe. Löwenherz habe dennoch von dem Schatz erfahren und eigene Ansprüche darauf erhoben, worauf es zu der für ihn verhängnisvollen Belagerung kam. Neben Rigord erwähnten auch die Chronisten Roger of Hoveden, Radulph von Coggeshall, Wilhelm der Bretone und die Annalen von Margam einen vermeintlichen Goldschatz als Motiv für Richards Angriff auf Châlus. Ausgehend von diesen Berichten entwickelte sich ab dem 13. Jahrhundert die Legende von Lucius Capreolus, der im Zeitalter des Caesar Augustus als Prokonsul des römischen Reichs in Aquitanien amtiert haben soll. Weil er ein herausragender Gebirgskämpfer war, habe er den Beinamen „Capreolus“ (aus dem Lateinischen übersetzt: Rehbock, auch wilder Ziegenbock) getragen. Die Legende weiß weiterhin zu berichten, dass er schließlich auch die Burg auf dem Berg Châlus erbaut habe, die deshalb nun Châlus-Chabrol genannt wird. Er und seine Nachkommen legten außerdem einen riesigen Schatz in ihren Kämmern an, welcher den Vizegrafen von Limoges als deren rechtmäßigen Nachfahren gebührte, was Löwenherz aber widerrechtlich bestritt und deswegen mit dem Tod bestraft wurde. Die Legende wurde erstmals zu Beginn des 17. Jahrhunderts schriftlich erfasst.
In der Mitte des 13. Jahrhunderts verkaufte eine Erbin der Vizegrafenfamilie die Burg Châlus an den Geistlichen Géraud de Maulmont, der in der Nähe die Burg Châlus-Maulmont errichtete. König Philipp IV. der Schöne enteignete die Erben von Maulmont, und Châlus wurde im frühen 14. Jahrhundert an das Haus Albret verkauft. Alain d’Albret gab Châlus als Mitgift seiner Tochter Charlotte in deren Ehe mit dem Renaissancefürsten Cesare Borgia. Beider Tochter Louise Borgia († 1553) brachte Châlus in die Ehe mit Philippe de Bourbon-Busset, deren Nachkommen bis 1995 den Titel „comte de Bourbon-Châlus“ (deutsch: Graf von Bourbon-Châlus) trugen.